# Samfundsmedicin
Samfundsmedicin er et medicinsk speciale, der fokuserer på befolkningsgrupper frem for enkeltindivider og arbejder med forebyggelse, sundhedsfremme, epidemiologi og sundhedspolitik. Specialet kombinerer klinisk viden med samfundsvidenskabelige metoder og har til formål at forbedre folkesundheden gennem analyser, planlægning og evaluering af sundhedstiltag.
Samfundsmedicinere arbejder ofte i regioner, kommuner, Sundhedsstyrelsen, forskningsinstitutioner og internationale organisationer. De beskæftiger sig blandt andet med social ulighed i sundhed, smitsomme sygdomme, vaccinationsprogrammer og miljømedicin.